# Woodbine Township
Die Woodbine Township ist eine von 23 Townships im Jo Daviess County im Nordwesten des US-amerikanischen Bundesstaates Illinois.

## Geografie
Die Woodbine Township liegt im Nordwesten von Illinois und wird vom Apple River durchflossen. Die Grenze zu Iowa, die vom Mississippi gebildet wird, befindet sich rund 25 km westlich. Die Grenze zu Wisconsin liegt rund 25 nördlich.
Die Woodbine Township liegt auf 42°19′33″ nördlicher Breite und 90°10′03″ westlicher Länge und erstreckt sich über 95,18 km².
Die Woodbine Township grenzt innerhalb des Jo Daviess County im Norden an die Thompson Township, im Nordosten an die Rush Township, im Osten an die Stockton Township, im Südosten an die  Pleasant Valley Township, im Süden an die Derinda Township, im Südwesten an die Hanover Township, im Westen an die Elizabeth Township und im Nordwesten an die Guilford Township.

## Verkehr
Durch die Woodbine Township verläuft in West-Ost-Richtung der U.S. Highway 20. Alle anderen Straßen sind County Roads und zum Teil unbefestigte weiter untergeordnete Straßen.
Die nächstgelegene Flugplätze sind der rund 70 km westlich in Iowa gelegene Dubuque Regional Airport, der rund 60 km nordwestlich in Wisconsin gelegene Platteville Municipal Airport, der rund 60 km östlich gelegene Albertus Airport bei Freeport und der rund 40 km südlich gelegene Tri Township Airport bei Savanna.

## Bevölkerung
Bei der Volkszählung im Jahr 2010 hatte die Township 584 Einwohner. Die Bevölkerung der Township lebt überwiegend in der selbstständigen Gemeinde Elizabeth (mit dem Status „Village“), die aber zu einem größeren Teil in der benachbarten Elisabeth Township liegt.